# Шармейн Уилкерсън
Шармейн Уилкерсън (на английски: Charmaine Wilkerson) е американска журналистка и писателка на произведения в жанра социална драма.

## Биография и творчество
Шармейн Уилкерсън е родена в Ню Йорк, САЩ. И двамата ѝ родители са карибски американци. Баща ѝ е текстилен художник. Майка ѝ е родена и израснала в Ямайка. Шармейн прекарва голяма част от детството си в Ямайка и известно време като възрастен живее в Лос Анджелис, след което се мести в Рим. Следва в Барнард Колидж и в Станфордския университет.
След дипломирането си работи като журналист и прави репортажи в Калифорния в голяма селскостопанска област. За определен период работи за агенция на ООН с фокус върху селското стопанство, намаляването на бедността и глада.
Започва писателската кариера с публикуване на разкази в списания и антологии. Първият ѝ роман „Черна торта“ е издаден през 2022 г. В историята, през 1965 г. младата плувкиня Кови Линкук е заподозряна в убийството на своя годеник и бяга от карибския остров изоставяйки всичко. През 2018 г. възрастната Елинор Бенет умира в калифорнийския си дом, оставяйки на двете ѝ деца, Бени и Байрън, дълго аудиообръщение и поръчение да си поделят нейната традиционна ямайска черна торта. Романът става бестселър в списъка на „Ню Йорк Таймс“ и я прави известна. През 2023 г. романът е екранизиран от продуцентската компания на Опра Уинфри в едноименния телевизионен сериал с участието на Адриен Уорън и Чипо Чунг.
Шармейн Уилкерсън живее в Рим.

## Произведения

### Самостоятелни романи
- Black Cake (2022)[1][2]
Черна торта, изд.: „Емас“, София (2023), прев. Евелина Банева
- Deluge (2023)

### Екранизации
- 2023 Black Cake – тв сериал, 8 епизода